# Isabel de Rhuddlan
Isabel de Rhuddlan (às vezes escrita como Isabel Plantageneta; em inglês:  Elizabeth; Castelo de Rhuddlan, 7 de agosto de 1282 – Quendon, 5 de maio de 1316) era a oitava e mais nova filha de Eduardo I de Inglaterra e Leonor de Castela. De todos os seus irmãos, ela era mais próxima de seu irmão mais novo Eduardo II da Inglaterra, pois ambos tinham apenas dois anos de diferença na idade.

## Primeiro casamento
Em abril de 1285, havia negociações com Floris V para o noivado de Isabel para o seu filho João I, Conde da Holanda. A oferta foi aceita e João foi enviado para Inglaterra para ser educado. Em 8 de janeiro de 1297 Isabel se casou com João em Ipswich. Presentes no casamento estavam a irmã de Isabel Margarida, seu pai, Eduardo I de Inglaterra, seu irmão Eduardo e Humphrey de Bohun. Após o casamento Isabel era esperada para ir para Holanda com o marido, mas ela não queria ir, deixando o marido viajar sozinho.
Depois de algum tempo viajando na Inglaterra, foi decidido que Isabel deveria seguir o marido. Seu pai a acompanhou, viajando através da Holanda do Sul entre a Antuérpia, Mechelen, Leuven e Bruxelas, antes de terminar em Gante. Lá eles permaneceram por alguns meses, passando o Natal com suas duas irmãs Eleanor e Margarida. Em 10 de novembro de 1299, João morreu de disenteria, embora houvesse rumores de assassinato. Nenhuma criança tinha nascido do casamento.

## Segundo casamento
Em sua viagem de regresso a Inglaterra, Isabel passou por Brabante para ver sua irmã Margarida. Quando ela chegou em Inglaterra, ela conheceu sua nova madrasta Margarida da França, a quem havia se casado com Eduardo, enquanto ela estava em Holanda. Alegadamente, elas se tornaram inseparáveis. Em 14 de novembro de 1302 Isabel casou-se com Humberto de Bohun, 4. º Conde de Hereford e 3. º Conde de Essex, além de Condestável de Inglaterra, na Abadia de Westminster.

## Filhos
Os filhos de Isabel e Humphrey de Bohun, 4. º Conde de Hereford são:
1. Hugh de Bohun (setembro de 1303-1305)
2. Leonor de Bohun (17 de Outubro 1304-1363), casou com Jaime Butler, 1. º Conde de Ormonde e Tomás Dagworth, primeiro barão Dagworth.
3. Humphrey de Bohun (b & d 1305) (enterrado com Maria ou Margarida)
4. Maria ou Margarida Bohun (b & d 1305) (enterrada com Humphrey)
5. João de Bohun, 5. º Conde de Hereford (23 de Novembro de 1306-1335)
6. Humberto de Bohun, 6. º conde de Hereford (6 de dezembro c. 1309-1361)
7. Agnes (1309-1343), casou-se Robert de Ferrers, Barão de Ferrers 2 Chartley (1309-1350) e teve a edição
8. Margarida de Bohun, Condessa de Devon (3 de Abril 1311-1391), casou com Hugo de Courtenay, 2.º Conde de Devon
9. Guilherme de Bohun, 1. º Conde de Northampton (1312-1360). Gêmeas de Eduardo. Casado com Isabel de Badlesmere.
10. Eduardo de Bohun (1312-1334). Gêmeas de Guilherme.
11. Eneas de Bohun, (1314 - depois de 1322), quando ele é mencionado no testamento de seu pai.
12. Isabel de Bohun (b & d 5 de maio de 1316)

## Morte
Durante o Natal 1315, Isabel, que estava grávida de seu décimo primeiro filho, foi visitada por sua cunhada Isabel de França. Esta era uma grande honra, mas o stress pode ter causado problemas de saúde desconhecidos que mais tarde contribuíram para a morte de Elizabeth no parto. Em 5 de maio de 1316 ela entrou em trabalho, dando à luz a sua filha Isabel. Ambas Isabés morreram logo após o nascimento, e foram enterradas juntas em Waltham Abbey.